# فستلی
فستلی (انگلیسی: Fastly) یک ارایه‌دهنده خدمات محاسبه رایانش ابری آمریکایی است. این شرکت خود را به عنوان یک پلت فرم لبه ابر توصیف می‌کند که برای کمک به توسعه دهندگان توسعه زیرساخت است که باعث نزدیک‌تر شدن این خدمات به مشتریان است.فستلی شامل شبکه تحویل محتوا ، بهینه‌سازی تصویر، ویدئو و جریان، امنیت ابری و خدمات تعادل بار است. در ۸ ژوئن سال ۲۰۲۱ مشکلی در خدمات این شرکت پس از ساعت ۱۰: ۰۰ به وقت گرینویچ، رسانه‌های اجتماعی، دولت و وب سایت‌های خبری در سراسر جهان را تحت‌تاثیر قرار داد.   